# Marcus Æmilius Paullus (consul en -255)
Pour les articles homonymes, voir Aemilius Paullus.
Marcus Aemilius Paullus est un homme politique de la République romaine, consul en 255 av. J.-C.

## Famille
Il est membre des Aemilii Paulli, branche de la gens patricienne Aemilia. Il est le fils de Marcus Aemilius Paullus, consul en 302 av. J.-C.. Son nom complet est Marcus Aemilius M.f. L.n. Paullus. Il est le père de Lucius Aemilius Paullus, dit « Paul-Émile », consul en 219 av. J.-C.

## Biographie

### Consulat (255)
Marcus Aemilius est consul en 255 av. J.-C. avec Servius Fulvius Paetinus Nobilior pour collègue,. Les consuls envoient une flotte en Afrique du Nord pour évacuer les survivants de l'armée de Marcus Atilius Regulus après la défaite subie lors de la Bataille de Tunis. La flotte romaine parvient à défaire une flotte punique au large du Cap Bon mais est finalement détruite lors d'une tempête.

### Proconsulat (254)
Malgré la perte de la flotte, les deux consuls célèbrent un triomphe naval en 254 av. J.-C. en tant que proconsuls pour leurs victoires sur les Carthaginois et la prise de Cossyra. À cette occasion est érigée sur le Capitole une colonne rostrale ornée d'éperons (rostra en latin) pris sur les navires capturés.